# Nain (Verwaltungsbezirk)
Nain (persisch شهرستان نائین) ist ein Schahrestan in der Provinz Isfahan im Iran. Er enthält die Stadt Nain, welche die Hauptstadt des Verwaltungsbezirks ist.

## Demografie
Bei der Volkszählung 2016 betrug die Einwohnerzahl des Schahrestan 39.261. Die Alphabetisierung lag bei 88 Prozent der Bevölkerung. Knapp 80 Prozent der Bevölkerung lebten in urbanen Regionen.
| Zensusjahr | Einwohnerzahl |
| ---------- | ------------- |
| 2011       | 87.479        |
| 2016       | 90.086        |